# Voormalige Pastorie Soest
De voormalige pastorie is een gemeentelijk monument aan de Kerkstraat 15 in de Kerkebuurt van Soest in de provincie Utrecht.
Op 16 mei 1755 werd de eerste steen gelegd door Hermanus van Rembroek. Lange tijd werd het gebouw gebruikt als pastorie van de Nederlands-hervormde kerk aan de Torenstraat. In het middengedeelte van de asymmetrische voorgevel bevindt zich de dubbele deur van de ingang. Het aangebouwde deel met plat dak aan de linkerzijde is van later datum. Aan de achterzijde van het wit bepleisterde gebouw is een serre aangebouwd. Binnen zijn de oorspronkelijke witte plavuizen en trap nog bewaard gebleven.
Bij een grote verbouwing in 1893 werd het puntdak vervangen door het huidige dak. De pastorie was toen ook niet langer gericht op de Peter van den Breemerweg.
In 1924 werd een nieuwe pastorie gebouwd op de hoek Kerkstraat /Torenstraat en kwam het huis aan de Kerkstraat te koop. Nieuwe eigenaar werd de architect Willem van der Leck. Begin jaren veertig van de twintigste eeuw werd voormalig minister-president De Geer de nieuwe bewoner. Vervolgens heeft in 1961 accountant W.H. Oldemans de woning gekocht.